# Moshe Gafni
Moshe Gafni in ebraico מֹשֶׁה גַּפְנִי‎? (Bnei Brak, 5 maggio 1952) è un politico israeliano, membro della Knesset e leader del partito Giudaismo Unito nella Torah.
Alle elezioni legislative israeliane del 2021, Gafni sostituisce Yaakov Litzman come capo politico del partito Giudaismo Unito nella Torah.